# Filipijnse vliegende kat

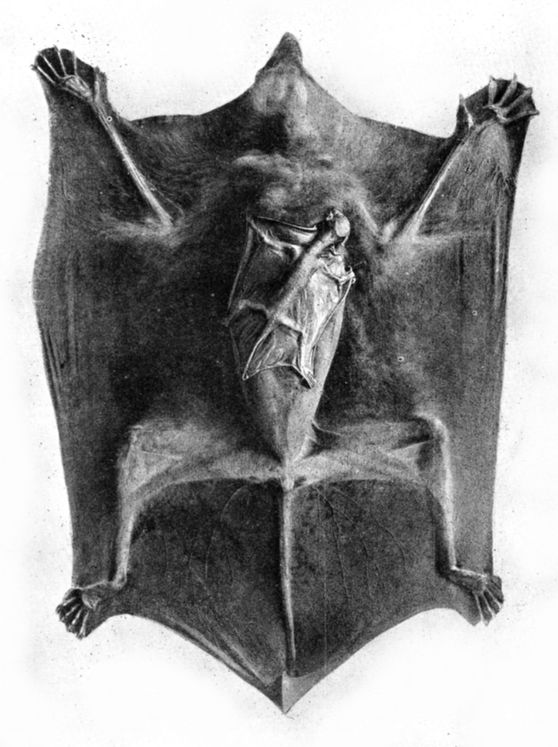
Cynocephalus volans met jong

De Filipijnse vliegende kat (Cynocephalus volans, kyôn (κύων) = hond, kephalè (κεφαλή) = hoofd, volans = vliegend) is een van de twee nog levende soorten huidvliegers. De wetenschappelijke naam van de soort werd in 1758 als Lemur volans gepubliceerd door Carl Linnaeus. De soort komt alleen in de Filipijnen voor en dan voornamelijk op de eilanden Mindanao, Basilan, Samar, Leyte en Bohol.

## Kenmerken
De Filipijnse vliegende kat heeft een kop-romplengte van 33-38 cm en de staart heeft een lengte van 17-27 cm. Deze soort is daarmee iets kleiner dan de Maleise vliegende kat. De Filipijnse vliegende katten zijn gewoonlijk iets donkerder en minder gevlekt dan hun Maleise tegenhanger. Ze hebben grote ogen in een breed hoofd met afgeronde korte oren. Hun klauwen zijn bijzonder geschikt voor het klimmen in bomen en tussen hun tenen hebben ze een dunne huid. Tussen de poten en het lichaam en nek hebben ze bovendien ook een membraanachtige huid, die hen in staat stelt grote afstanden tussen de bomen door de lucht te zweven.

## Leefwijze
De Filipijnse vliegende kat verschuilt zich overdag in holen in de bomen van het regenwoud en komen pas bij de schemering naar buiten om voedsel te gaan verzamelen. Ze zweven van boom naar boom door eerst naar een boomtop toe te klimmen en zich dan in de richting van een andere boom te lanceren. Ze landen dan meestal op het lagere gedeelte van de stam van een andere boom om vervolgens weer omhoog te klimmen voor een nieuwe zweefsessie. Ze kunnen ongeveer 70 tot 100 meter ver zweven.
De Filipijnse vliegende kat eet voornamelijk bladeren, knoppen en bloemen van diverse bomen. Ze gebruiken hun lange tong om de liefst jonge bladeren uit de bomen te eten. Hun spijsvertering is speciaal ontwikkeld om de grote hoeveelheden gebladerte te verwerken.

## Voortplanting
De draagtijd van de Filipijnse vliegende kat is zo'n 60 dagen. Gewoonlijk krijgen de dieren 1 jong. Een enkele keer zijn het er twee. Als het jong geboren is, is het nog onderontwikkeld. Het blijft vervolgens nog een tijd op de buik van de moeder zitten.

## Bedreiging
De Filipijnse kat staat op de lijst van bedreigde diersoorten van het IUCN als "Veilig" (LC) en hun aantallen blijven stabiel.
Filipijnse vliegende kat (Cynocephalus volans) · Maleise vliegende kat (Galeopterus variegatus)